# باتلي وسبين (دائرة انتخابية في المملكة المتحدة)
باتلي وسبين (بالإنجليزية: Batley and Spen)‏ هي إحدى الدوائر الانتخابية في المملكة المتحدة الممثلة في مجلس العموم في برلمان المملكة المتحدة.
عضو البرلمان الذي يمثلها حالياً هو :Mike Wood (Lab).